# Термомеханическая обработка
Термомеханическая обработка металлов заключается в механической деформации при температуре, большей температуры фазового перехода (высокотемпературная ТМО, ВТМО), или между температурой фазового перехода и температурой мартенситного превращения (низкотемпературная ТМО, НТМО). Термомеханическая обработка ограничена во времени, поскольку немедленно по завершении деформации металл быстро охлаждают (закалка), чтобы получить измельчённую, насыщенную дислокациями, структуру кристаллов металла. Обычная структура после закалки - мартенсит+бейнит+остаточный аустенит. Термомеханическую обработку применяют не только для сталей, но и других металлов.
В случае применения ТМО для обработки алюминиевых сплавов, добавки легирующих элементов, таких как хром и кремний, замедляют рекристаллизацию, и потому делают процесс более эффективным. Для аустенитных сталей, таких как нержавеющая сталь состава Х18Н10, не испытывающих фазового перехода, упрочнение обуславливается закреплением структуры, так как сталь эта в обычном понимании не закаливается. Хотя техпроцессы для разных металлов и сплавов различны, основой их разработки стало открытое в СССР явление наследования структуры при фазовом переходе аустенит-мартенсит.

## Предыстория и развитие предмета
Фактически, люди стали применять термомеханическую обработку ещё с древности. Одним из вариантов ТМО является, например, ковка. Позднее, в ходе развития металлургии и материаловедения, долго считали, что деформационное упрочнение (наклёп) снимается при нагревании выше температуры рекристаллизации, и потому применялась схема, не учитывающая фактор времени - отдельно деформация (в штампах, прессах, прокатных станах), и отдельно закалка (часто с промежуточным подогревом). Считалось, что для достижения высокой прочности требуется однородная структура, поэтому закаливание должно проходить с температуры выше 880..860 °С.
При дальнейшем развитии металлургии выяснилось, что с точки зрения комбинации прочности и пластичности, наилучшим для конструктивных элементов, не имеющих высоких требований к твёрдости, является верхний или нижний бейнит, который можно получить при окончательной закалке и с меньших температур. В процессе деформации аустенитные зерна приобретают нужную форму (обычно вытянутую), а после закалки и отпуска свойства металла оказываются выше, чем без ТМО. Это позволяет во многих услучаях уменьшить сечения и вес деталей, а также в некоторых случаях отказаться от легированной стали в пользу более дешёвой углеродистой. Поскольку деформирование само является частью технологического процесса получения заготовки, дополнительные издержки на ТМО (нагрев стали) соответствуют обычной закалке, которую ТМО заменяет.
Перепроектирование производства с переход от закалки к ТМО, при незначительном изменении основных фондов производства, требует однако более высокой культуры в части контроля за температурой металла и временами выдержки и закалки. В частности, после окончательного перехода такая закалка нужна немедленно для фиксирования структуры, полученной деформированием.

## Высокотемпературная ТМО
Эффект от этой обработки получается благодаря быстрейшей закалке после деформации (в процессе получения заготовки детали). Рекристаллизация при этих температурах (выше 880 °С) требует времени, исчисляемого секундами, поэтому эффект упрочнения ограничен, а длительная и значительная деформация не даёт большего эффекта. Потому обычно её ограничивают величинами 20-30%.
ВТМО придаёт стали большую ударную вязкость, понижает порог хладноломкости, устраняет эффект отпускной хрупкости.
Дисперсионно-твердеющие алюминиевые и другие сплавы также обрабатываются по этой методике.

## Низкотемпературная ТМО
При такой обработке, сталь нагревают выше температуры фазового перехода с выдержкой, необходимой для полного перехода в аустенит, после чего подстуживают и проводят деформирование при температуре 400..600 °С. После закалки сохраняется эффект упрочнения (больший, чем при ВТМО, поскольку рекристаллизация не происходит). Наивысшие показатели получаются при комбинации ВТМО и НТМО, то есть после высокотемпературной деформации следует низкотемпературная.
Следует иметь в виду, что для увеличения стабильности аустенитной структуры во многих случаях требуется дополнительное легирование (например, никелем, марганцем), в то время как ВТМО дополнительных требований к времени распада аустенита не предъявляет, и потому обычно применяется для проката из углеродистых сталей. НТМО требует более мощного прессового оборудования, ввиду больших усилий при деформации.

## Влияние остаточного аустенита
Остаточный аустенит придаёт стали несколько большую пластичность, но снижает предел прочности, а особенно предел текучести. После проведения НТМО легированных сталей остаётся довольно значительное количество аустенитной фазы: 20-30% и более (высокохромистые стали). Обработка холодом после закалки повышает твёрдость и прочность. Поскольку содержание остаточного аустенита больше в высокоуглеродистых (0,60% и выше) легированных сталях, именно такие выгоднее подвергать обработке.